# RhB ABe 4/4 II

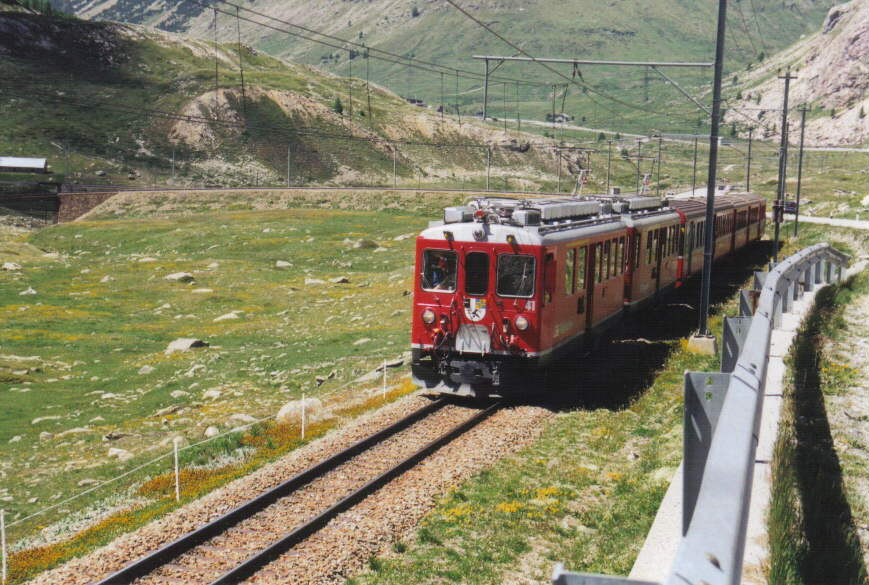
Zwei ABe 4/4 II in Doppeltraktion unterhalb Ospizio Bernina

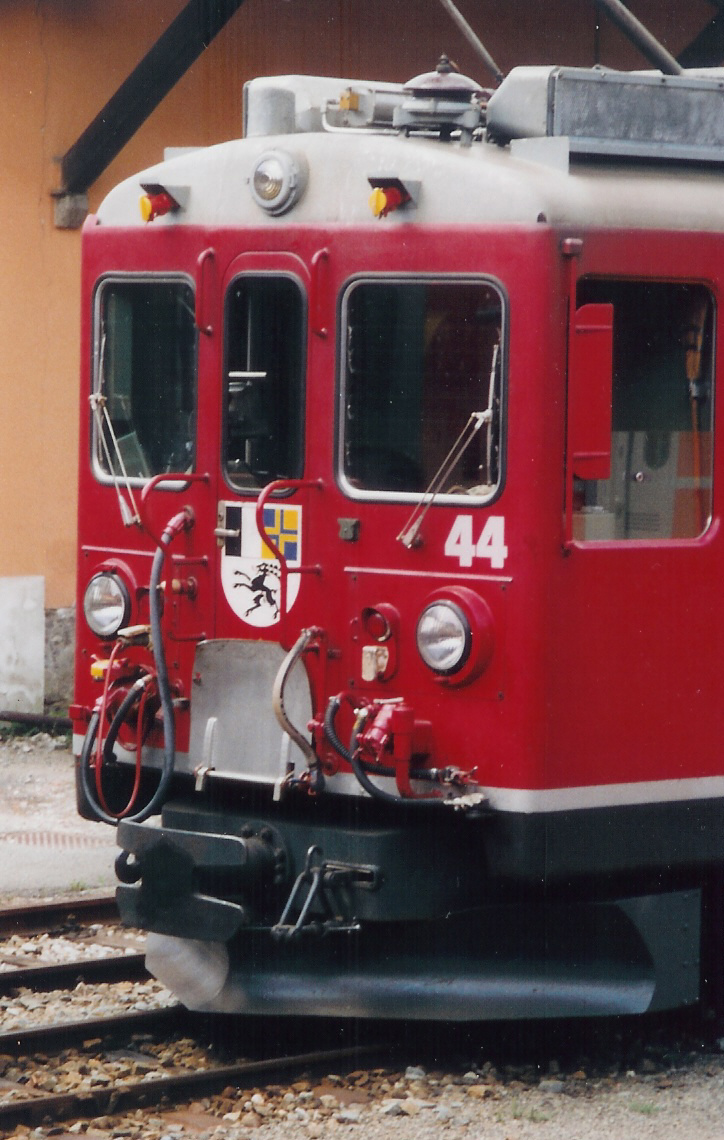
Frontpartie des ABe 4/4 II 44 im letzten Anstrich

Als ABe 4/4 II werden bei der Rhätischen Bahn (RhB) die auf der Berninabahn eingesetzten meterspurige Elektrotriebwagen mit den Betriebsnummern 41 bis 49 (motrice quaranta) bezeichnet. Die Fahrzeuge wurden in zwei Serien geliefert: Nummern 41–46 in den Jahren 1964/1965, die drei restlichen 1972.

## Geschichte
Zur Modernisierung des Fahrzeugparks auf der Berninabahn beschaffte die RhB ab 1964 sechs Schlepptriebwagen. Für den mechanischen Teil zeichnete die SWS verantwortlich, für die elektrische Ausrüstung MFO (Fahrmotoren), SAAS (Hauptstromapparate) und BBC (Hilfsmaschinen und Widerstände). Die Montage erfolgte bei MFO in Zürich. Diese Triebwagen waren die ersten neuen Triebfahrzeuge, die die RhB seit der Fusion 1943 mit der Berninabahn für diese mit Gleichstrom elektrifizierte Strecke beschafft hatte. Sie ersetzen zum Teil die bisher eingesetzten Fahrzeuge.
Nach Ende der Sommersaison 2010 und der Ablieferung von acht Allegra-Triebzügen stellte die RhB die ABe 4/4 II ab. 41, 42 und 45 wurden Anfang November 2010 zum Abbruch überführt, 43 und 44 folgten Mitte Dezember. Zwei Fahrzeuge der zweiten Serie werden hingegen als Diensttriebwagen (anstelle der Xe 4/4 9922–24) weiter verwendet. Triebwagen 46 ist zum Erhalt als historisches Fahrzeug vorgesehen. Im März 2021 erhielt er durch den Club 1889 seine historische Lackierung mit goldenem Zierstreifen zurück.

## Technisch
Die Triebwagen sind 65 km/h schnell, 41 bis 43 Tonnen schwer und leisten 680 kW. Die Anhängelast beträgt 60 t, welche mit 27 km/h auf der mit 70 ‰ Rampe befördert werden. Zwei Triebwagen zusammen können die maximale Zughakenlast befördern. Die Nachserie 47–49 unterscheidet sich lediglich durch die um 35 cm grössere Länge und eine andere Drehgestellbauart. Seit ihrer Indienststellung erfuhren keine wesentlichen Änderungen. Sie weisen 12 Sitzplätze in der ersten und 24 in der zweiten Klasse auf. 
Die vier Reihenschlussmotoren werden mit einer elektropneumatischen Hüpfersteuerung mit 25 Fahr- und 21 Bremsstufen gesteuert. Die letzten vier Fahrstufen sind Shuntstufen, d. h. mit Feldschwächung ausgeführt, die eine Geschwindigkeitsregelung in einem weiten Geschwindigkeitsbereich auf wirtschaftliche Weise gestatten. Die Klemmenspannung der Motoren beträgt 500 Volt. Je zwei Fahrmotoren sind normalerweise dauernd in Serie geschaltet, für langsame Fahrten, wie z. B. bei Schneeräumung oder Rangierdienst, sind alle vier Motoren in Serie.
Die eingebaute Vielfachsteuerung ermöglichte Doppeltraktion untereinander, mit den Zweikraftloks Gem 4/4 801–802 und auch mit den jüngeren Umrichter-Triebwagen ABe 4/4 III 51–56 sowie eine Fernsteuerung von einem Steuerwagen. Ausserdem können die Triebwagen beim gemeinsamen Einsatz mit einer elektrischen Schneeschleuder Xrotet 9218–19 vom Führerstand der Schleuder aus fernbedient werden.
Die Bremsausrüstung der Triebwagen besteht aus einer Druckluftbremse, der Handbremse, der elektrischen Nutzbremse, der elektrischen Widerstandsbremse und der elektrischen Magnetschienenbremse. Je Drehgestell ist ein Druckluft-Bremszylinder angeordnet, die bei Rangier- und Alleinfahrten von einem Druckluft-Führerbremsventil und bei angehängten Wagenzug als vakuumgesteuerte Druckluftbremse gesteuert werden. Die elektrische Nutz- und Widerstandsbremse arbeiten nach dem gleichen Prinzip, nur wird im ersten Fall die Bremsenergie in die Fahrleitung eingespeist und im letzten Fall mit den Widerständen in Wärme umgewandelt.
Die Triebwagen sind mit einer elektropneumatischen Spurkranzschmierung, einer Achdruckausgleichvorrichtung und einer Schleuderschutzbremse ausgestattet.

## Farbgebung
Obwohl die Triebwagen immer einen roten Anstrich trugen, hat sich ihr Äusseres über die Jahre entsprechend den bei der RhB jeweils gültigen Standards entwickelt. Die ABe 41–46 hatten bei Ablieferung noch Chromzierleisten, die ABe 47–49 wurden bereits mit aufgemalten Zierleisten geliefert. Diese waren anfänglich golden, später weiss. Der Bahnname war bei allen Triebwagen noch als Abkürzung RhB angebracht. Ab 1973 wurde das damals neue Logo angebracht, ab 1983 der Bahnname in einer der drei offiziellen Sprachen ausgeschrieben daneben gesetzt. Auch die Schriftarten für die technischen Aufschriften wechselten über die Jahre. Als letzte Änderung wurde ab 1988 wie bei den ABe 4/4 III der Zierstreifen tiefer gesetzt und der Kasten darunter „lokomotivmässig“ dunkelgrau gestaltet.

## Liste der RhB ABe 4/4 II
| Betriebsnummer | Inbetriebnahme | Status                                                                       |
| -------------- | -------------- | ---------------------------------------------------------------------------- |
| 41             | 1964           | November 2010 abgebrochen                                                    |
| 42             | 1964           | November 2010 abgebrochen                                                    |
| 43             | 1964           | Dezember 2010 abgebrochen                                                    |
| 44             | 1964           | Dezember 2010 abgebrochen                                                    |
| 45             | 1964           | November 2010 abgebrochen                                                    |
| 46             | 1965           | in Betrieb                                                                   |
| 47             | 1972           | in Betrieb                                                                   |
| 48             | 1972           | Juni 2012 Umzeichnung in Xe 4/4 232 01                                       |
| 49             | 1972           | Dezember 2014 Umzeichnung in Xe 4/4 232 02 2015 Umzeichnung in Xe 4/4 272 01 |